# Русская письменность
Ру́сская пи́сьменность — совокупность письменных средств общения, включающих понятия системы графики, алфавита и орфографии русского языка.

## Специфика современной русской письменности
Русская письменность обладает определённой спецификой системы графем в графических сочетаниях, орфограммах и в сфере использования этих элементов для стилистических целей, логического выделения частей высказывания текста.

## История русской письменности
- Русский алфавит
- Кириллица
- Глаголица
- Вязь
- Дореволюционная орфография